# Drogoradz (Poméranie-Occidentale)
Pour les articles homonymes, voir Drogoradz.
Drogoradz est une localité polonaise située dans la gmina mixte et le powiat de Police en voïvodie de Poméranie-Occidentale. Elle se situe à environ 13 km au nord de la capitale régionale Szczecin.

## Géographie

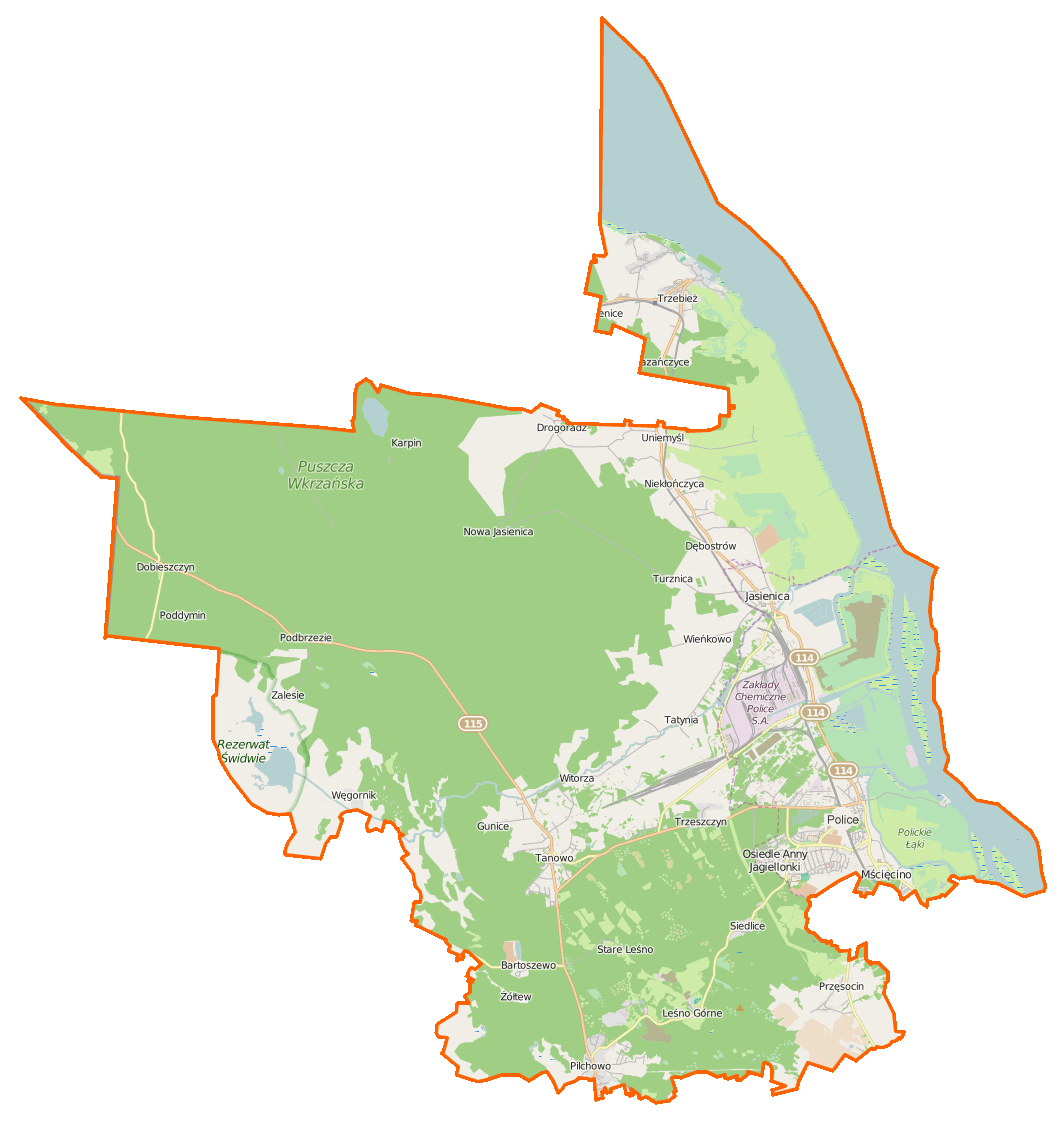
Carte de la gmina de Police.

## Histoire
Jusqu'en 1945, le village d'Hammer fait partie de l'arrondissement d'Ueckermünde dans le district de Stettin de la province de Poméranie.